# Yes It Is
Singles de The Beatles
I Feel Fine/She's a Woman
(1964) Help!/I'm Down
(1965)
Pistes de Past Masters
Bad Boy I'm Down
Yes It Is est une chanson des Beatles créditée Lennon/McCartney (bien qu'elle ait essentiellement été écrite par John Lennon) publié pour la première fois en face B du single Ticket to Ride en avril 1965.
Il s'agit d'une ballade très inspirée par la chanson This Boy que Lennon a rétrospectivement considérée comme une mauvaise composition, bien que McCartney parle de beau travail. Elle s'illustre également par ses harmonies dissonantes travaillées et l'usage d'une pédale d'effet.

## Genèse
Yes It Is est composée par un John Lennon désireux de reproduire l'effet créé par This Boy sur un single précédent. Le musicologue Allan Pollack confirme en disant qu'il est inévitable de comparer les deux chansons, mais que Yes It Is est nettement plus développée et mûre. Il relève également que les jeux de mots sur les couleurs, et le double sens de blue (bleu, ou triste) est inspiré d'une autre chanson de Lennon, Baby's in Black.
Lennon se montre particulièrement déçu de cette création, qu'il classe parmi ses chansons à but « alimentaire », aux côtés d'autres chansons « bonnes pour la poubelle » comme It's Only Love, Run for Your Life ou encore Dig a Pony. Lors de son interview à Playboy en 1980, il explique à son propos : « C'est moi en train d'essayer de réécrire This Boy, mais ça n'a pas vraiment marché ». Paul McCartney, à l'inverse, raconte : « J'étais là à l'écrire avec John, mais c'était son inspiration qui l'a aidé à finir. Yes It Is est une des très jolies chansons de John ».

## Enregistrement
Yes It Is est enregistrée dans les studios EMI de Londres le mardi 16 février 1965, au cours d'une semaine d'enregistrements pour l'album Help!. Il faut quatorze prises pour enregistrer la piste rythmique en fin d'après-midi. Au cours de cette séance, George Harrison expérimente une pédale d'effet sur sa guitare, qu'il a déjà utilisée sur I Need You.

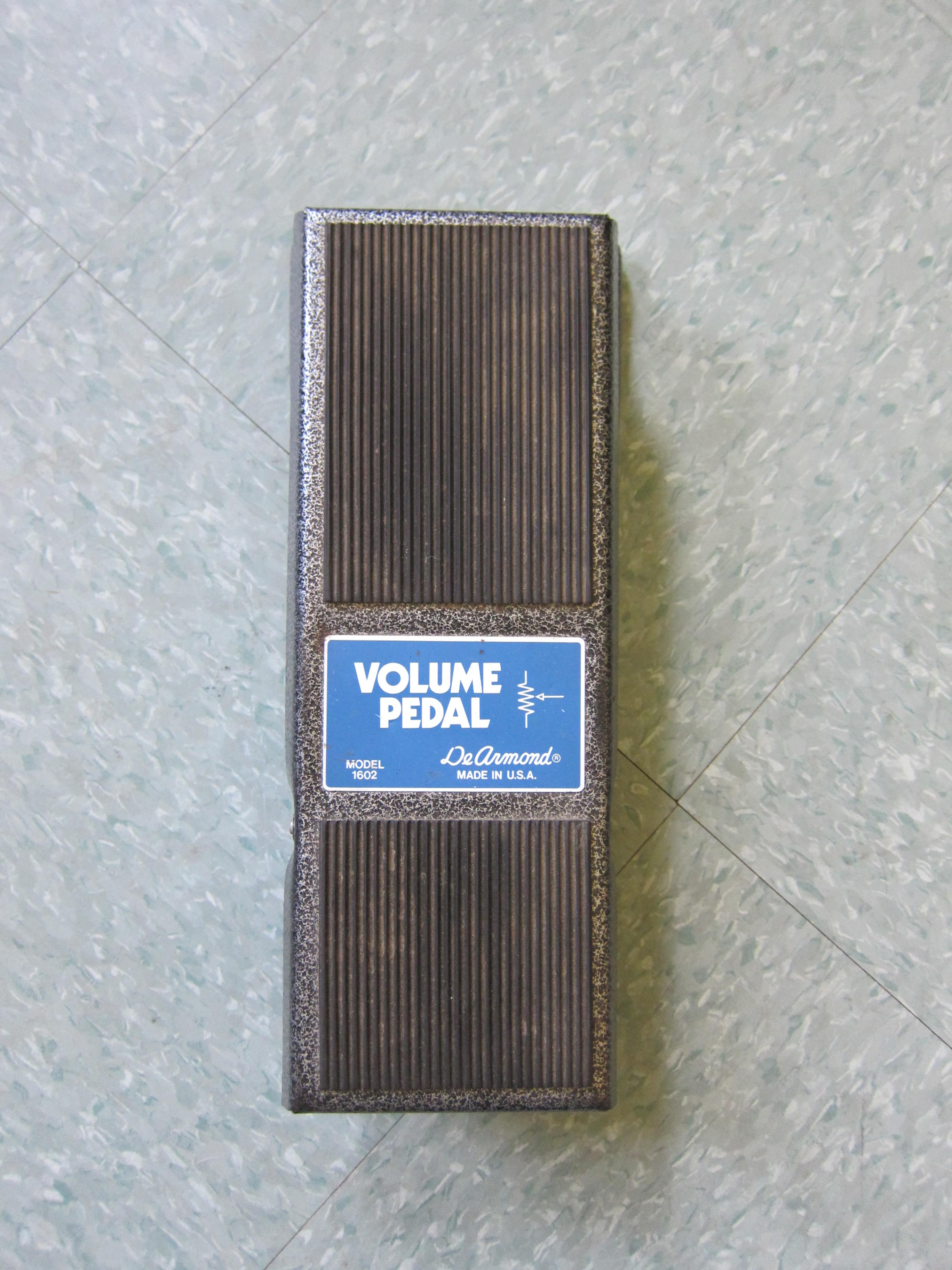
Sur Yes It Is, George Harrison expérimente avec une pédale d'effet modifiant le volume, similaire à celle-ci.

Durant trois heures dans la soirée, Harrison, Lennon et McCartney enregistrent les complexes harmonies à trois voix de la chanson.

## Interprètes
- John Lennon : chant, guitare acoustique
- Paul McCartney : chœurs, basse
- George Harrison : chœurs, guitare solo
- Ringo Starr : batterie

## Parution et reprises
Yes It Is n'est finalement pas incluse sur l'album Help! ni dans le film du même nom. Le groupe la sélectionne en effet pour être en face B de son premier single de 1965, le 9 avril, Ticket to Ride. Celui-ci se classe en première position dans les charts des deux côtés de l'Atlantique. Aux États-Unis, elle est également apparue sur l'album Beatles VI en 1965. Depuis de la publication des disques des Beatles sur CD en 1988, on la retrouvera sur l'album Past Masters, une compilation de toutes les chansons qui n'apparaissaient pas sur les albums britanniques.
Peu de reprises ont été réalisées. La plus notable est l'œuvre de Peter Sellers.

### Publication en France
La chanson arrive en France en mai 1965 sur la face B d'un 45 tours EP (« super 45 tours ») titré LES BEATLES ; elle est accompagnée  de I Don't Want to Spoil the Party. Sur la face A figurent Ticket to Ride et Baby's in Black. La photo de la pochette met en scène le groupe habillé en Inuits, prise au Hammersmith Odeon pour leur spectacle de Noël de 1964,.